# Stollnried
Stollnried ist ein Ortsteil der Gemeinde Weihmichl im niederbayerischen Landkreis Landshut. Bis 1972 bildete es eine selbstständige Gemeinde.

## Lage

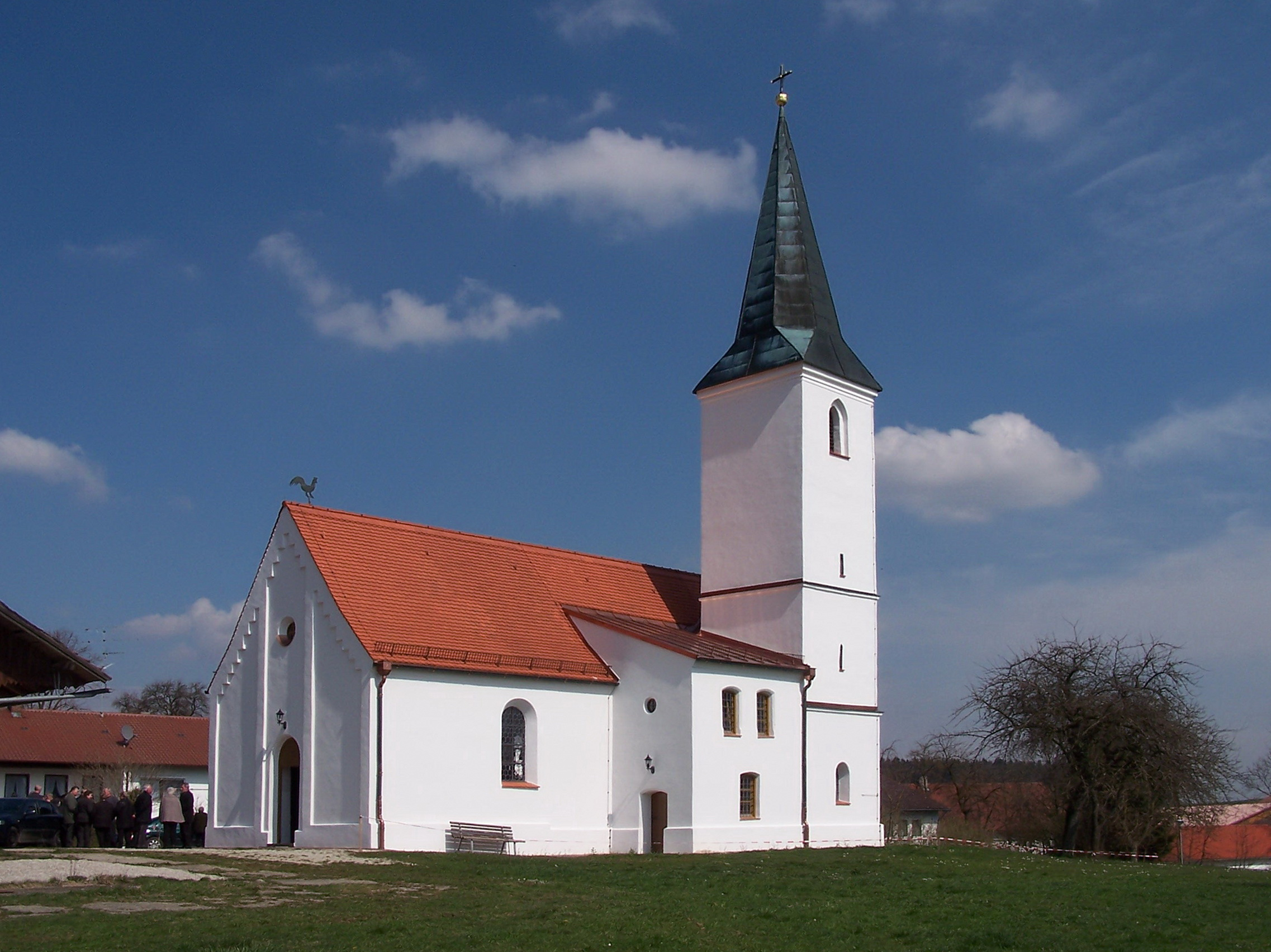
Die Filialkirche Mariä Himmelfahrt

Das Haufendorf Stollnried liegt in der Hallertau etwa vier Kilometer nordwestlich von Weihmichl.

## Geschichte
Die erste Nennung des Ortes stammt aus dem Jahre 1137, als Graf Heinrich von Roning ein Gut zu Ride dem Kloster St. Kastulus zu Moosburg schenkte. Bedeutungsvoll für den Ort wurde die Wallfahrt zu der aus dem 13./14. Jahrhundert stammenden Wallfahrtskirche Maria Himmelfahrt. Sie wird auch heute noch von einzelnen Pilgergruppen besucht. 

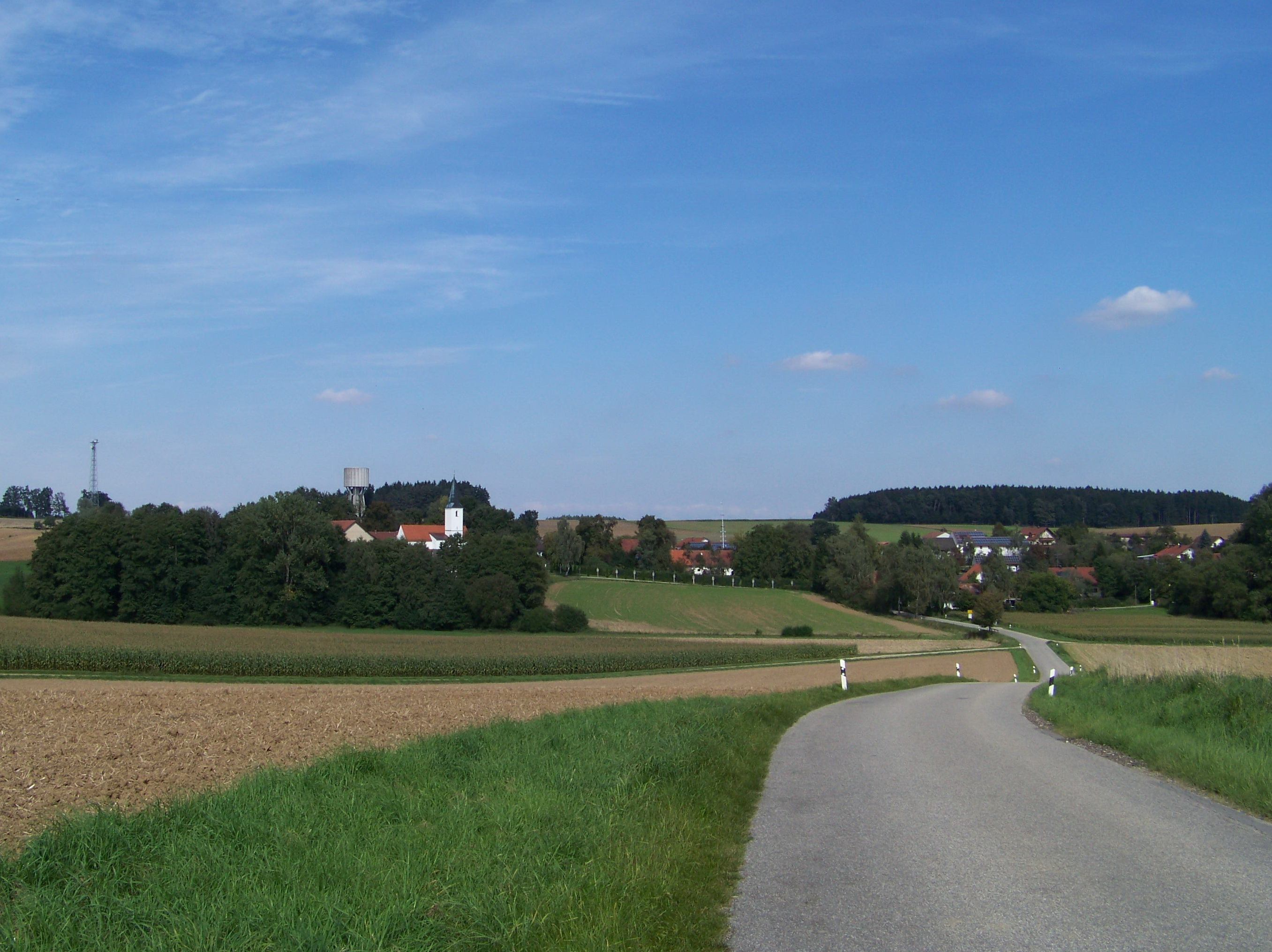
Ortsansicht von Stollried aus Richtung Unterneuhausen.

Stollnried bildete zusammen mit Egg eine Obmannschaft. Die Gemeinde Stollnried gehörte anfangs zum Landgericht Pfaffenberg, ab 1838 zum neuen Landgericht Rottenburg sowie ab 1862 zum Bezirksamt und 1939 zum Landkreis Rottenburg an der Laaber. Im Zuge der Gebietsreform in Bayern wurde sie am 1. Juli 1972 in die Gemeinde Neuhausen b. Landshut eingegliedert und gelangte mit dieser am 1. Mai 1978 zur Gemeinde Weihmichl.

## Sehenswürdigkeiten

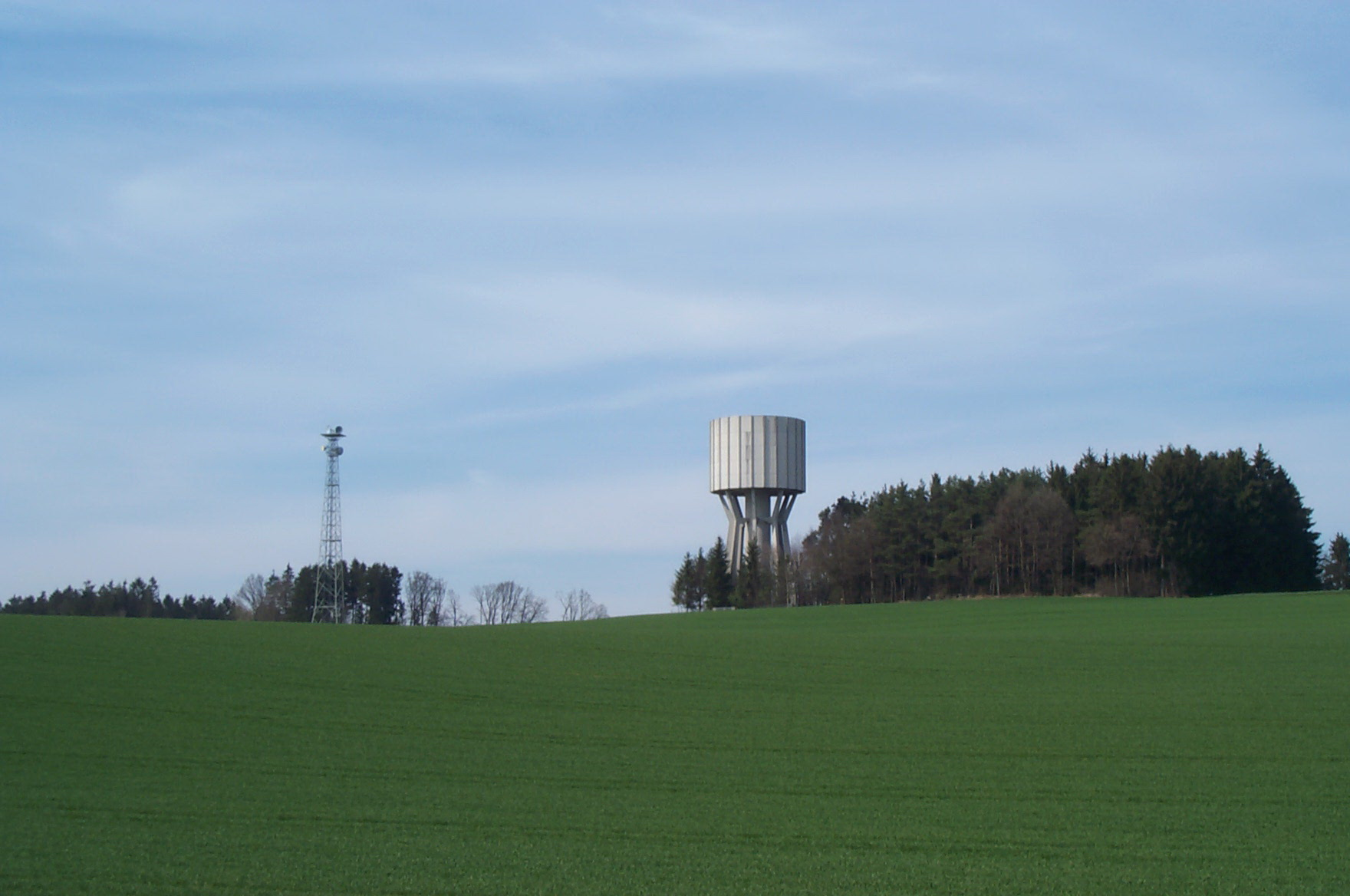
Wasserturm nördlich von Stollnried.

- Filial- und Wallfahrtskirche Mariä Himmelfahrt. Es handelt sich um eine frühgotische Anlage des 13. und 14. Jahrhunderts. 1847 wurde das Langhaus, 1896 der Chor erweitert. Das Gnadenbild der Mutter Gottes wird flankiert von spätgotischen Figuren der Heiligen Johannes Evangelist und Johannes des Täufers. Votivgaben an der Rückseite erinnern an dankbare Gläubige, die Hilfe in ihren Anliegen erfahren durften.

- Nördlich von Stollnried steht ein Wasserturm des Zweckverbands zur Wasserversorgung Rottenburger Gruppe. Der Turm wurde 1977 in Gleit- und Fertigteilbauweise mit vorgehängter Fassade erbaut. Der Hochbehälter hat ein Fassungsvermögen von 500 Kubikmetern Trinkwasser.

## Vereine
- Freiwillige Feuerwehr Stollnried
- Steckerlverein Stollnried